# Альварес, Альберто
Альберто Альварес Муньос (исп. Alberto Álvarez Muñoz; род. 8 марта 1991, Канкун, Кинтана-Роо) — мексиканский легкоатлет, специалист по прыжкам в длину и тройным прыжкам. Выступает за сборную Мексики по лёгкой атлетике с 2010 года, чемпион Центральной Америки и Карибского бассейна, победитель и призёр первенств национального значения, действующий рекордсмен страны, участник летних Олимпийских игр в Рио-де-Жанейро.

## Биография
Альберто Альварес родился 8 марта 1991 года в городе Канкун, штат Кинтана-Роо.
Занимался лёгкой атлетикой под руководством тренеров Франсиско Хавьера Оливареса и Габриэле Энрике Германа. Окончил Автономный университет штата Нуэво Леон.
Впервые заявил о себе на международном уровне в сезоне 2010 года, когда вошёл в состав мексиканской национальной сборной и выступил на юниорском первенстве Центральной Америки и Карибского бассейна в Санто-Доминго, стал пятым в прыжках в длину и выиграл серебряную медаль в тройных прыжках. В тех же дисциплинах стартовал на юниорском мировом первенстве в Монктоне.
В 2011 году занял седьмое место в тройном прыжке на домашних Панамериканских играх в Гвадалахаре.
В 2012 году показал восьмой результат в тройном прыжке на иберо-американском чемпионате в Баркисимето, тогда как на молодёжном первенстве NACAC в Ирапуато был пятым в прыжках в длину и четвёртым в тройных прыжках.
На чемпионате Центральной Америки и Карибского бассейна 2013 года в Морелии одержал победу в прыжках в длину и получил серебро в тройных прыжках.
В 2014 году побывал на иберо-американском чемпионате в Сан-Паулу, откуда привёз награду бронзового достоинства, выигранную в тройном прыжке. В той же дисциплине стал шестым на Панамериканском спортивном фестивале в Мехико. Участвовал в Играх Центральной Америки и Карибского бассейна в Веракрусе, где занял девятое и четвёртое места в прыжках в длину и тройных прыжках соответственно.
Будучи студентом, в 2015 году отправился выступать на Универсиаде в Кванджу, став в программе тройного прыжка шестым.
В апреле 2016 года на соревнованиях в американском Уолнате установил ныне действующий национальный рекорд Мексики в тройном прыжке на открытом стадионе — 16,99. Выполнив олимпийский квалификационный норматив, удостоился права защищать честь страны на летних Олимпийских играх в Рио-де-Жанейро — в тройных прыжках благополучно преодолел предварительный квалификационный этап, в финале с результатом 16,56 расположился на девятой позиции.
После Олимпиады в Рио Альварес остался в составе мексиканской легкоатлетической сборной и продолжил принимать участие в крупнейших международных турнирах. Так, в 2017 году он стартовал на чемпионате мира в Лондоне и на Универсиаде в Тайбэе.
В 2018 году стал шестым в тройном прыжке на чемпионате NACAC в Торонто.